# Petit Ajudant De Santa Claus
Petit Ajudant de Santa Claus (en anglès, Santa's Little Helper) és un personatge recurrent de la sèrie de dibuixos animats "Els Simpson". És el gos llebrer de la família Simpson. Va aparèixer per primer cop en el primer episodi de la sèrie, el capítol especial de Nadal de 1989 Simpsons Roasting on an Open Fire. En aquest capítol el seu propietari l'abandona després d'acabar últim en una cursa de llebrers. Homer Simpson i el seu fill Bart, que havien estat al canòdrom per provar d'aconseguir diners per comprar regals de Nadal, presenciaren l'escena i decidiren adoptar l'animal de companyia.
L'Ajudant de Santa Claus des de llavors ha anat apareixent freqüentment en Els Simpson, a vegades com a eix vertebrador de la trama. Al llarg de tot el serial ha estat pare de diversos cadells, ha rebut classes d'ensinistrament, ha estat operat de torsió gàstrica, ha estat la mascota de la cervesa Duff en substitució d'en Duffman, ha estat entrenat com a gos policia de Springfield, entre d'altres. Alguns dels episodis centrats en l'Ajudant s'han inspirat en la cultura popular o en experiències reals viscudes pels treballadors del programa.

Malgrat que a vegades els gossos dels dibuixos animats són representats amb trets humans, no és el cas de l'Ajudant de Santa Claus el qual actua com si fos un gos real. Dan Castellaneta és l'actor que dona veu al gos de la sèrie i que va succeir a Frank Welker. L'Ajudant ha esdevingut un personatge popular d'Els Simpsons. En l'especial 50 Greatest TV Animals de 2003 del canal Animal Planet es va posicionar com el 27è animal del rànquing segons la popularitat, el reconeixement i la longevitat dels seus programes. També apareix en múltiples peces de marxandatge relacionant amb Els Simpsons com videojocs, jocs de taula i còmics.

## Rol aEls Simpsons
Ajudant de Santa Claus és un llebrer fictici que apareix a la sèrie d'animació televisiva Els Simpsons i és la mascota de la família Simpson. Sovint té un paper secundari en els episodis, tot i que en alguns d'ells es transforma en el personatge vertebrador de la trama. Un cas clar és el primer episodi d'Els Simpsons, "Simpson Roasting on an Open Fire" (temporada 1, 1989), on Homer descobreix que no té diners suficients per comprar regals de Nadal per la família. Desesperat i en busca d'un miracle, ell i el seu fill Bart van al canòdrom la Nit de Nadal amb l'esperança de guanyar diners. Tot i que Homer tenia tota la informació necessària per saber quin era el gos a més possibilitats de guanyar, decideix apostar en l'últim minut per l'Ajudant de Santa Claus, al creure que era una senyal que el nom del gos fes referències al Nadal. Tanmateix, aquest acaba últim. Quan Homer i Bart tornen cap a casa, veuen que el propietari de l'Ajudant l'abandona per haver perdut la cursa. Bart suplica a Homer que es quedin el gos com a animal de companyia; ell hi accedeix després que el gos li llepés afectuosament sobre la galta. Quan els tres tornen a casa, la resta de la família assumeixen que l'Ajudant de Santa Claus és el regal de Nadal.